# Bellenod-sur-Seine
Bellenod-sur-Seine är en kommun i departementet Côte-d'Or i regionen Bourgogne-Franche-Comté i östra Frankrike. Kommunen ligger i kantonen Aignay-le-Duc som tillhör arrondissementet Montbard. År 2022 hade Bellenod-sur-Seine 68 invånare.

## Befolkningsutveckling
Antalet invånare i kommunen Bellenod-sur-Seine
Referens:INSEE